# Laksebær
Laksebær (Rubus spectabilis) er en løvfældende busk med en opret til overhængende vækst. Arten er hjemmehørende i Nordamerika, men har spredt sig til flere andre steder i verden. Bærrene er spiselige.

## Beskrivelse
Barken er først lysegrøn og tæt besat med børsteagtige torne. Senere bliver den lysegrå, og gamle grene får en brunligt-grå, opsprækkende bark. Knopperne er spredtstillede, ægformede og rødbrune. Bladene er trekoblede, hvor endebladet er tydeligt størst. Bladranden er uregelmæssigt tandet. Oversiden er rynket på grund af nedsænkede bladribber, blank og græsgrøn, mens undersiden er noget lysere med svagt tornede bladribber. 
Blomstringen sker i maj-juni, hvor man finder blomsterne 1-3 sammen på dværgskud fra bladhjørnerne. Blomsterne er 5-tallige og regelmæssige med purpurrøde kronblade og talrige støvdragere. Frugten er en gul til rød (laksefarvet) samlefrugt med mange stenfrugter.
Rodnettet er vidt udbredt og højtliggende. Der dannes ofte rodskud.
Højde x bredde og årlig tilvækst: 1,50 x 1,50 m (25 x 25 cm/år). I hjemlandet bliver busken dog væsentligt større.

## Hjemsted
Arten er naturligt forekommende i langs Nordamerikas stillehavskyst, dvs. i Alaska, British Columbia, washington, Oregon og Californien, hvor den forekommer kystnært i blandede nåle- og løvskove på fugtig bund langs søer og vandløb. Arten er desuden naturaliseret i Storbritannien, Irland og på Færøerne. Planten vokser også vildt flere steder i Danmark. 
I forskningsområdet Yurok Research Natural Area, Californien, USA, vokser arten i rødtræ-skovene tæt på kysten sammen med bl.a. amerikansk jordbærtræ, blodribs, busket bjergte, grøn douglasgran, kæmpeløn, lawsoncypres, næbhassel, oregonel, Rhododendron macrophyllum, rødtræ, sitkagran, Vaccinium parviflorum (en art af Bølle), vestamerikansk hemlock og vestamerikansk mahonie
| Portal | Portal:Botanik |

## Note
1. ↑  fugleognatur.dk
2. ↑  Dean Wm. Taylor: Ecological Survey of the Vegetation of the Yurok Research Natural Area, California Arkiveret 19. september 2011 hos  Wayback Machine (engelsk)